# Teofil z Cezarei Palestyńskiej
Teofil, biskup Cezarei Palestyńskiej (ur. w II wieku, zm. ok. 195) – święty Kościoła katolickiego.
Opisany przez Euzebiusza (w Historia Ecclesiastica, V, 22-23, 25) biskup Cezarei Palestyńskiej od ok. 190. Teofil wraz z biskupem Jerozolimy Narcyzem przewodniczył synodowi mającemu na celu rozwiązanie sporu wokół daty Wielkanocy. Zebrani duchowni postanowili obchodzić Wielkanoc w niedzielę, a nie czternastego dnia miesiąca księżycowego jak nakazywała tradycja żydowska.
Jego wspomnienie liturgiczne obchodzone jest 5 marca.